# 24e législature de la Knesset
6 avril 2021 - 15 novembre 2022
(1 an, 7 mois et 9 jours)
23e législature 25e législature
La 24e législature de la Knesset est un cycle parlementaire israélien de la Knesset, ouvert le 6 avril 2021 à la suite des élections législatives du 23 mars précédent.